# فايري تايل (سلسلة)
فايري تايل (باليابانية: フェアリーテイル) و(بالإنجليزية: Fairy Tail)‏ و(بالعربية: ذيل الجنية)، هو اسم سلسلة مانغا من تأليف ورسوم هيرو ماشيما تُنشر في مجلة شونن ماغازين الأسبوعية، ومسلسل أنمي عرض في قناة تلفزيون طوكيو في اليابان. كل سبت الساعة 10:30 صباحا. تم نشره في مجلة ويكلي شونين منذ 2 أغسطس 2006 إلى 26 يوليو 2017 ولقد تم نشر بواسطة كودانشا في 63 مجلدا تانكوبون.
صدر المجلد الأوّل في 15 ديسمبر 2006 والمجلد الـ63 صدر يوم 26 ديسمبر 2017. تدور الاحداث عن مغامارات فتاه اسمها لوسي هارتفيليا بعد انضمامها إلى نقابة فيري تيل بواسطة فتى اسمه ناتسو دراغنيل الذي يبحث عن التنّين إغنيل الذّي رعاه في صغره والذّي يعتبره ناتسو كوالدٍ له. في عام 2009 أصبح فيري تيل سلسلة تلفيزيونية (أنمي) بواسطة A-1 Pictures وSatelight. انتهت سلسلة في 30 مارس 2013. ومع ذلك، في 4 مارس، أعلن ماشيما على حسابه في تويتر أن الأنمي لن ينته بعد، وأن الأنمي سيبدأ بثه على تلفزيون طوكيو تحت عنوان فيري تيل.و بدء العرض الجديد في 5 أبريل 2014.
وفي يوم الجمعة الواحد والعشرون من يوليو 2017 أعلن هيرو ماشيما على حسابه في تويتر أن الموسم الثالث من الأنمي قادم في 2018،والذي تم تحديده لاحقا للبث في الخريف من نفس السنة. 

## القصة
تبدأ القصة في مملكة فيوري، بلد محايد مُكون من 17 مليون شخص، انه عالم السحر، وتوجد النقابات السحرية التي لا تعد ولا تحصى في مركز كل النشاطات السحرية، وهي الاماكن الرسمية للسحرة حيث يعملوا ويخرجوا في مهمات معهم، ولا يسمى المرء ساحرا بشكل رسمي قبل الانتماء إلى أحد هذه النقابات والالتزام بقوانينها. من بين هذه النقابات، تبرز “فيري تيل”، وهي مكان للقوة والروح والأسرة.
في داخل أروقة “فيري تيل” تبرز هنالك “لوسي هارتفيليا” هي ساحرة شابة تبحث عن مفاتيح البوابة السماوية، وحلمها هو أن تصبح ساحرة كاملة من خلال الانضمام إلى هذه نقابة “فيري تيل” الشهيرة. في بحثها، تلتقي “ناتسو دراغنيل” وشريكه “هابي”، الذين يسعون للعثور على والد “ناتسو” الذي تبناه، وهو التنين “ايغنيل”. بعد تعرضها للخداع من قبل رجل، تقع “لوسي” تحت محاولة اختطاف، ليتم إنقاذها من قِبل “ناتسو”. والمفاجأة عندما تكشف أنه عضو في “فيري تيل” ويدعوها للانضمام إليهم. هناك، تلتقي “لوسي” بأعضاء النقابة الغريبين، مثل ساحر الجليد “غراي فولبوستر”، والسيافة “ايرزا سكارليت”.
معا كعائلة، يقاتلون قوى الشر، ويساعدون المحتاجين، ويكسبون أصدقاء جدد، بينما يستمتعون طوال الوقت بالمغامرة التي لا تنتهي. هذه هي “فيري تيل” (قصة الجنية).

## الشخصيات
Dragneel, Natsu

## المانغا
اعتبارًا من فبراير 2020 ، كان لدى الفصل 72 من مانجا فايري تيل مليون مجلد متداول. في فرنسا ، باعت السلسلة أكثر من 7.7 مليون نسخة بحلول عام 2018. وفقًا لأوريكون ، كانت فايري تايل ثامن أفضل سلسلة مانغا مبيعًا في اليابان لعام 2009 ، ورابع أفضل سلسلة في 2010 و 2011 ، ثم انخفضت إلى المركز التاسع في عام 2013 احتل المجلد الخامس الخاص بمانجا فايري تيل المرتبة السابعة في قائمة أفضل عشرة مانجا ، ومرة أخرى احتلت السلسلة المرتبة السابعة بعد إصدار الجزء السادس. أُدرِجت كأفضل سلسلة مانغا جديدة لعام 2008. فازت المانجا بجائزة أفضل سلسلة مانغا لعام 2008 في جائزة Deb Aoki لعام 2009 التي أقامتها مجلة اينيمي لاند الفرنسية. كما فاز بجائزة Kodansha Manga لعام 2009 عن

## الأفلام
1- Fairy Tail Movie 1: Houou no Miko
تدور احداث الفيلم حول فتاة تدعى " إكلير "

## الرسوم المتحركة الأصلية للفيديو (الأوفا)
أنتجت تسعة رسوم متحركة أصلية بالفيديو (أوڤا) من فايري تايل وأصدرت على دي في دي من قبل استديوهات "إيه ون بيكتشرز" و"ساتلايت"، كل منها مُجمَّعة مع إصدار محدود من مجلد تانكوبون من المانجا. أول أوڤا "مرحبًا بكم في فايري هيلز" كانت تعديل لسلسلة المانجا التي تحمل الاسم نفسه، وأصدرت مع المجلد 26 في 15 أبريل 2011. الأوڤا الثانية "أكاديمية فايري: يانكيي كن و يانكيي تشان" كانت أيضاً اقتباس من أوماكي (حلقات إضافية) تحمل الاسم نفسه، وأصدرت مع المجلد 27 في 17 يونيو 2011. حلقة الأوڤا الثالثة "أيام الذاكرة" أصدرت مع المجلد 31 في 17 فبراير 2012، وتضم قصة أصلية كتبها مؤلف السلسلة هيرو ماشيما. الحلقة الرابعة "معسكر تدريب الجنيات"، تستند على الفصل 261 من المانجا، وأصدرت مع المجلد 35 في 16 نوفمبر 2012. أما الخامسة، "أرض ريوزيتسو المثيرة" فهي مبنية على الفصل 298 من المانجا وأصدرت بالمجلد 38 من المانجا في 17 يونيو 2013. إصدار أوڤا السادس بعنوان "فايري تيل ضد ريڤ" كانت تعديل أوماكي (حلقات إضافية) تحمل الاسم نفسه وأصدرت في 16 أغسطس 2013، مع المجلد 39 من المانجا.

## طاقم إنتاج الأنمي
- الإخراج: شينجي إيشيهيرا
- تأليف النص الرئيسي: ماساشي سوغو
- تصميم الشخصيات: أوي ياماموتو
- الإخراج الفني: جونكو شيميزو
- إخراج الصوت: شوجي هاتا
- الموسيقى: ياسهارو تاكاناشي
- إنتاج الموسيقى: بوني كانيون
- إنتاج الرسوم المتحركة: ايه-1 صورة، ساتيلايت
- إنتاج: تلفزيون طوكيو، دنتسو

## روابط خارجية
- فايري تايل على موقع انستازيا للاوتاكو (بالعربية)
- فايري تايل على موقع ANN manga (الإنجليزية)